# EXIT TUNES PRESENTS Vocalolegend feat.初音ミク
『EXIT TUNES PRESENTS Vocalolegend feat.初音ミク』（エグジット・チューンズ・プレゼンツ ヴォカロレジェンド フィーチャリング・はつねミク）は、2010年1月20日に発売された、音声合成ソフトVOCALOIDをボーカルに用いた楽曲のコンピレーション・アルバム。発売元はEXIT TUNES、販売元はポニーキャニオン。
キャッチコピーは「未来（ミク）の歌声、僕らのキセキ。 -future sing, our legend-」。

## 概要
動画共有サイトで初音ミク等のVOCALOIDソフトウェアを用いて制作し発表されたボーカル曲の中から、「悪ノ娘」「悪ノ召使」「結ンデ開イテ羅刹ト骸」といったアルバム発売までに100万回以上の再生数を記録している楽曲をはじめ人気楽曲16曲を再マスタリング・高音質化し収録している。アルバムのタイトルでは「feat.初音ミク」となっているが鏡音リン・レン、巡音ルカといった「初音ミク」以外のVOCALOIDを用いた楽曲も収録されている。ただし、前作に収録されていたMEIKO、KAITOを使用した楽曲は収録されなかった。初音ミクの描かれたジャケットイラストはnagimiso.sysが担当した。

## 収録曲
1. 悪ノ娘 [4:38]
  - mothy_悪ノP feat. 鏡音リン（作曲・作詞：mothy）
    - 詳細は当該項目を参照。
2. 悪ノ召使 [4:49]
  - mothy_悪ノP feat. 鏡音レン（作曲・作詞：mothy）
    - 「悪ノ娘」の対となる楽曲で、王女を助ける召使の視点から描かれている[3]。また、月刊コミックラッシュでこの曲を題材とした漫画が連載されている。
3. 結ンデ開イテ羅刹ト骸 [4:25]
  - ハチ feat. 初音ミク（作曲・作詞：ハチ）
    - ありふれた日常を童謡風に面白おかしく表現することを目指したという和風の曲[4]。
    - この曲は、「むすんでひらいてらせつとむくろ」と読む。
4. 炉心融解（Hard-R.K.mix） [5:20]
  - cosMo@暴走P feat. 鏡音リン original by iroha（sasaki）（作曲：iroha（sasaki） 作詞：kuma）
    - irohaの炉心融解のcosMo@暴走Pによるアレンジ。オリジナルは「EXIT TUNES PRESENTS Vocalostar feat.初音ミク」に収録されている。
5. 裏表ラバーズ [3:06]
  - wowaka（現実逃避P） feat. 初音ミク（作曲・作詞：wowaka（現実逃避P））
6. 1925 [3:19]
  - 冨田悠斗（とみー / T-POCKET） feat. 初音ミク（作曲・作詞：冨田悠斗（とみー / T-POCKET））
    - 詳細は当該項目を参照。
7. ストラトスフィア（-VocaLege edit-） [7:13]
  - t.Komine（うたたP） feat. 初音ミク（作曲：Tomoshige Komine 作詞：orange）
    - 初音ミク発売後間も無いブーム初期の代表的な曲の一つ[2]。初め歌詞無しで「う」と「た」のみで歌わせニコニコ動画で公開したものに、動画を見たorangeがコメント機能を使って歌詞をつけたことから、それを元に作り直し出来上がったトランス曲[5]。本アルバムには新しくつられたバージョンを収録している[2]。なお、別のバージョンはt.Komineのアルバム『ウタトラ』に収録されている。
8. StargazeR（Vocalolegend New-Arrange ver.） [3:25]
  - 骨盤P feat. 初音ミク（作曲・作詞：骨盤P）
    - 初音ミク発売後間も無いブームブーム初期の代表的な曲の一つで、本アルバムのための新バージョンを収録している[2]。
9. 星屑ユートピア [4:21]
  - otetsu feat. 巡音ルカ（作曲・作詞：otetsu）
    - コンピレーション・アルバム『ニコニコ東方見聞録 原曲集』にも収録されている。
10. SPiCa [3:36]
  - とくP feat. 初音ミク（作曲：とく 作詞：kentax vs.とく）
    - コンピレーション・アルバム『ニコニコ東方見聞録 原曲集』にも収録されている。
11. よっこらせ（笑） [2:33]
  - アゴアニキ feat. 鏡音リン（作曲・作詞：アゴアニキ）
    - 転居する友人を笑顔で送り出すために作った曲だという[6]。動画サイト、アルバム「アゴア ゴー ゴー ゴー」では「よっこらせっくす」というタイトルで発表されている[6]。
    - また、コーラスとして初音ミクと鏡音レンも使用している[注釈 1]。
12. ジェミニ [5:09]
  - DixieFlatline feat. 鏡音リン・レン（作曲・作詞：DixieFlatline）
    - 鏡音リン・レンのサンプリング音声を担当した下田麻美本人が鏡音リン・レンの人気曲をカバーしたアルバム『Prism』に同曲のカバーバージョンが収録されている。
13. VOiCE [4:27]
  - ラヴリーP feat. 初音ミク（作曲・作詞：ラヴリーP）
    - 切ない歌詞をのせたテクノポップ[7]。ラヴリーPの用いる独特のスキャットはSLT（スーパーなラヴリーPなタイム）呼ばれ高く評価されており、本曲でもこれが間奏に使われている[7]。また、PlayStation Portableの『初音ミク -Project DIVA- 2nd』に収録される際、「VOiCE -DIVA MIX-」としてラヴリーP自身がリミックスを施している。
14. いつもより泣き虫な空 [4:04]
  - れるりり feat. 初音ミク（作曲・作詞：れるりり）
15. No Logic [4:18]
  - ジミーサムP feat. 巡音ルカ（作曲・作詞：ジミーサムP）
    - コンピレーション・アルバム『MOER feat.初音ミク -2nd anniversary-』にも収録されている。
16. SUPER DEADBALL BEAT（脱げばいいってモンじゃない! new remix） [9:41]
  - ゆうゆ＆デッドボールP feat. 初音ミク（作曲・作詞：デッドボールP）
    - ゆうゆ によるデッドボールPの楽曲のリミックスで、本アルバムで新たに作られたバージョンを収録している[2]。なお、オリジナル版（脱げばいいってモンじゃない!）は『EXIT TUNES PRESENTS Supernova』に収録されている。